# Гуревич, Георгий Иосифович
Гео́ргий Ио́сифович Гуре́вич (11 (24) апреля 1917, Москва — 18 декабря 1998, там же) — советский российский писатель-фантаст, критик и исследователь фантастики, популяризатор науки. Член СП СССР (1957). Лауреат премии имени Ефремова (1987).

## Биография
Сын архитектора. Вспоминал, что свою первую научно-фантастическую повесть написал в восьмом классе.
Окончив среднюю школу, в 1935 году поступил в Архитектурный институт. В сентябре следующего года арестован во время пешего похода (по пути мимо режимных объектов), в январе 1937 года приговорён ОСО к трем годам ИТЛ как СОЭ (социально опасный элемент). Срок отбывал в Ухтпечлаге. Досрочно освобожден в июле 1937 года, после этого два года в ссылке: год во Владимире, год в Туле. В мае 1939 года получил разрешение жить в Москве. С октября 1939 года в Красной армии, служил в Забайкалье, был кавалеристом, миномётчиком, электриком, сапёром. («Я сам себя уверял, что не погибну на войне, потому что функции своей не выполнил…», — вспоминал он.) В мае 1943 года направлен на учёбу в Высшее военное инженерно-строительное училище в Москве. Демобилизован в ноябре 1945 года, не окончив курса. В 1946 году заочно окончил Всесоюзный индустриальный институт, работал инженером-строителем.
...В ноябре 1945 демобилизовался, решил стать писателем, - (письмо от 26.VII.1988). - Первые месяцы после войны у людей были наивные надежды на вольности в печати. Начиналась мирная жизнь. Открывались журналы. Фантастику даже просили. Думаю, сыграла роль атомная бомба. Реальностью оказались фантазии, а фантастики не было...
Писал очерки и рассказы о спорте, потом увлёкся научной фантастикой. Работал на радио, занимался популяризацией науки, сотрудничал в журналах. Участвовал в первом издании «Детской энциклопедии».
В 1950—1960-е годы Гуревич пытался продвигать идею борьбы со старением человека, в том числе в созданном тогда Киевском институте геронтологии. Идеи иммортализма пропагандировались им в сборнике «Мы из Солнечной системы», других рассказах. В своих произведениях он предугадал многие коллизии и проблемы, с которыми 40 лет спустя сталкиваются современные борцы со старением.
Похоронен в Москве на новом Донском кладбище.
Оставил неопубликованные воспоминания о своем заключении, Записки социально опасного, в настоящее время размещенные на сайте Сахаровского центра. Как характеризовал его творчество Г. М. Прашкевич: "«Иней на пальмах» – нетающий лед. «Подземная непогода» – вулканы начинают работать на человека. «Рождение шестого океана» – беспроволочная передача энергии на расстояние. «Мы – из Солнечной системы» – создание новой науки ратомики. «Месторождение времени» – сомнения в совершенстве человека. «Темпоград» – искусственное ускорение времени. «Карта страны Фантазии» – один из немногих настоящих бедекеров по научной фантастике. Наконец, «Лоция будущих открытий» - совершенно необыкновенная книга о том, чего мы можем ждать от науки и чего ждать от нее нет смысла". 
Сын Г. И. Гуревича, Константин (р. 1956) в 1980-х годах эмигрировал в США. Вместе с женой, Хелен Андерсон, перевёл на английский язык роман Ильфа и Петрова «Золотой телёнок» (2009).

## Произведения

### Фантастика
- Человек-ракета, 1947. Повесть, рассказ. М.-Л., Детгиз (совм. с Георгием Владимировичем Ясным, 1918-1988; также с ним написан рассказ «ЦНИИХРОТ-214»);
- Тополь стремительный, 1951. НФ-повесть. М.-Л., Детгиз;
- Иней на пальмах, 1954. НФ-повесть. М., Трудрезервиздат;
- Подземная непогода, 1956. НФ-повесть. М., Детгиз;
- Рождение шестого океана, 1960. НФ-роман. М., Профтехиздат;
- Прохождение Немезиды, 1961. НФ-повести и рассказы. М., МГ;
- Пленники астероида, 1962. НФ-повести и рассказы. М., Детгиз;
- На прозрачной планете, 1963. НФ-повести. М., Географгиз;
- Мы — из Солнечной системы : Научно-фантастическая повесть. — М. : Мысль, 1965. — 415 с. : ил. — (Путешествия. Приключения. Фантастика). — 75 000 экз.
- Месторождение времени, 1972. Фант. повести и рассказы. М., ДЛ;
- Нелинейная фантастика, 1978. Сборник. М., ДЛ;
- Темпоград, 1980. Роман. М., МГ;
- В зените, 1985. Роман. М., МГ;
- Только обгон, 1985. Фант. повести и рассказы. М., ДЛ;
- Учебники для волшебника, 1985. Сборник. М., Знание;
- Ордер на молодость, 1990. НФ-повесть, рассказы. М., ДЛ;
- Древо тем: Книга замыслов, 1991. НФ-повести и рассказы. М., МГ;
- Судебное дело; Кратчайшая история человечества, 1997. М., ХГС;
- Мы — из Солнечной системы. Сборник рассказов и повестей, 2003. М., АСТ (Серия «Классика отечественной фантастики»);
- Приглашение в зенит. Сборник рассказов и повестей, 2003. М., АСТ (Серия «Классика отечественной фантастики»).

### Научно-популярная литература
- Карта Страны Фантазии, 1967. М., Искусство;
- Беседы о научной фантастике, 1983. М., Просвещение;
- Лоция будущих открытий, 1990. М., Наука.

## Награды
- Почётная грамота Президиума Верховного Совета РСФСР (1 июля 1987 года) — за многолетнюю плодотворную литературную и общественную деятельность[4].

## Цитаты
- В литературе, видите ли, в отличие от шахмат, переход из мастеров в гроссмейстеры зависит не только от мастерства. Тут надо явиться в мир с каким-то личным откровением. Что-то сообщить о человеке человечеству. Например, Тургенев открыл, что люди (из людской) – тоже люди. Толстой объявил, что мужики – соль земли, что они делают историю, решают мир и войну, а правители – пена, только играют в управление. Что делать? Бунтовать – объявил Чернышевский. А Достоевский открыл, что бунтовать бесполезно. Человек слишком сложен, нет для всех общего счастья. Каждому нужен свой ключик, сочувствие, любовь. Любовь отцветающей женщины открыл Бальзак, а Ремарк – мужскую дружбу, и т. д.

О Гуревиче
- Аркадий Натанович Стругацкий всегда дивился дотошности научных выкладок Георгия Иосифовича. «Гиша, - сказал он как-то, - ну, зачем вы тратите такие усилия на все эти научные рассуждения? Все равно они спорны и вызывают излишние возражения. Пусть герои сразу садятся на нужный аппарат и начинают действовать.» Но потому Георгий Иосифович и оставался собой, что не позволял героям просто сесть на аппарат и сразу действовать.